# Ophioplinthus wallini
Ophioplinthus wallini is een slangster uit de familie Ophiuridae.
De wetenschappelijke naam van de soort werd in 1925 gepubliceerd door Theodor Mortensen.